# Cervona Ceaharivka, Camenița
Cervona Ceaharivka (în ucraineană Червона Чагарівка) este un sat în comuna Kolîbaiivka din raionul Camenița, regiunea Hmelnîțkîi, Ucraina.

## Demografie
Componența lingvistică a localității Cervona Ceaharivka
     Ucraineană (98,03%)
     Rusă (1,32%)
     Alte limbi (0,66%)
Conform recensământului din 2001, majoritatea populației localității Cervona Ceaharivka era vorbitoare de ucraineană (98,03%), existând în minoritate și vorbitori de rusă (1,32%).